# Feldzüge von König Heinrich II. gegen Wales
Die Feldzüge von König Heinrich II. gegen Wales waren die Versuche des englischen Königs Heinrich II., durch mehrere Feldzüge die anglonormannische Oberherrschaft über die walisischen Fürstentümer wiederherzustellen. Während der Anarchy in England waren Owain Gwynedd in Nordwales und die Fürsten von Deheubarth in Südwales zu den führenden walisischen Fürsten geworden und hatten sich der normannischen Oberherrschaft entzogen. Nachdem der Bürgerkrieg 1154 beendet worden war, unternahm Heinrich II. zwischen 1157 und 1171 mehrere Feldzüge nach Wales. 

## Feldzug von 1157
Der erste Feldzug Heinrichs II. richtete sich gegen Gwynedd. Dessen König Owain Gwynedd hatte 1150 in einer Schlacht am Coleshill die miteinander verbündeten Madog ap Maredudd von Powys sowie Earl Ranulph de Gernon von Chester geschlagen und anschließend Iâl, Mold und Tegeingl in Nordostwales erobert. Er bedrohte damit Chester, dessen Earl nach dem Tod Ranulphs 1153 dessen minderjähriger Sohn Hugh war. Als dessen Lehnsherr wollte Heinrich II. nun Nordostwales zurückerobern und die Oberherrschaft über Gwynedd zurückgewinnen. Im Juli 1157 berief er dazu ein feudales Heer nach Chester ein, das durch ein Kontingent Bogenschützen aus Shropshire verstärkt wurde. Dazu schloss er Bündnisse mit Cadwaladr, dem im Exil lebenden Bruder des Fürsten von Gwynedd, mit Madog ap Maredudd von Powys und dessen Bruder Iorwerth Goch sowie mit Hywel ap Ieuaf, dem Fürsten von Arwystli. Durch diese Bündnisse war Owain Gwynedd, der Fürst von Gwynedd, politisch eingekreist. Zusätzlich zum Einmarsch des königlichen Heeres entsandte Heinrich eine Flotte, die vermutlich von Milford Haven in Südwestwales aus nach Gwynedd vorstoßen sollte. Dennoch wurde der Feldzug nicht zu einem vollen Erfolg. Während die anglonormannische Hauptarmee entlang des Westufers des River Dee nach Nordwesten marschierte, stellte sich ihr Owain Gwynedd mit seinen Truppen in einer befestigten Stellung entgegen. Der König versuchte, diese Stellung mit einem Teil seiner Armee zu umgehen. Im dicht bewaldeten Bergland geriet er dabei in einem Gefecht am Coleshill in einen Hinterhalt von Owains Söhnen Dafydd und Cynan, bei dem er fast getötet wurde. Sein Standartenträger Henry d’Essex hielt den König bereits für tot, dennoch konnte die anglonormannische Streitmacht die Waliser umgehen, die sich daraufhin nach westlich des River Clwyd zurückzogen. Die englische Flotte hatte eigenständig einen Überfall auf die Insel Anglesey unternommen. Dabei gerieten die Anglonormannen jedoch ebenfalls in einen Hinterhalt, in dem sie schwere Verluste erlitten. Unter den Toten war Henry FitzHenry, ein unehelicher Sohn von König Heinrich I. Die Übermacht der anglonormannischen Hauptarmee zwang Owain Gwynedd dennoch zu einem Friedensschluss, in dem er Heinrich II. huldigen und ihm Teleingl westlich des River Dee übergeben musste. Außerdem musste er seinen im Exil lebenden Bruder Cadwaladr wieder in Gwynedd aufnehmen.
Auch Rhys ap Gruffydd von Deheubarth hatte sich 1157 dem englischen König unterworfen. Dennoch kam es zu weiteren Kämpfen zwischen ihm und den Marcher Lords, weshalb Heinrich II. im Sommer 1158 mit einer Armee in Deheubarth einfiel. Rhys unterwarf sich erneut dem König. Er musste Carmarthen Castle wieder an den König sowie Ceredigion an Roger de Clare und das Cantref Bychan an Walter de Clifford übergeben.

## Feldzug gegen Deheubarth 1163
Bereits 1159 war es zu neuen Kämpfen in Südwales gekommen. Nach walisischen Angriffen auf Ceredigion und Carmarthen hatte Reginald von Cornwall zusammen mit den Earls of Gloucester, Hertford, Pembroke und Salisbury einen Feldzug gegen Rhys ap Gruffydd unternommen, der zu einem Waffenstillstand geführt hatte. Dennoch griff Rhys ap Gruffydd erneut anglonormannische Besitzungen in Ceredigon an und eroberte 1162 Llandovery Castle, eine Burg von Walter de Clifford. Daraufhin führte Heinrich II. 1163 wieder eine Armee nach Deheubarth. Ohne auf großen Widerstand zu stoßen, stieß er weit in das Fürstentum vor. In Pencader ergab sich ihm Rhys ap Gruffydd. Heinrich II. nahm ihn in ehrenvoller Haft mit nach Woodstock in England. Dort musste er am 1. Juli 1163 zusammen mit Owain Gwynedd und fünf weiteren walisischen Fürsten dem König und dessen Sohn huldigen. Dazu mussten die Waliser Geiseln stellen, darunter zwei Söhne von Owain, Cadwallon und Cynwrig, sowie Cynwrig und Maredudd Ddall, zwei Söhne von Rhys ap Gruffydd.

## Feldzug von 1165
Trotz der Huldigung durch die walisischen Fürsten in Worcester 1163 kam es bald wieder zu Kämpfen zwischen Walisern und Anglonormannen. 1163 eroberten Owain Cyfeiliog und Owain Fychan von Powys das englische Carreghofa Castle an der Grenze zu Shropshire. Einion ap Maredudd, ein Neffe von Rhys ap Gruffydd, wurde vermutlich auf Veranlassung von Roger de Clare ermordet. Aus Rache überfiel Rhys Aberystwyth Castle. 1165 überfiel Dafydd ab Owain, ein Sohn Owain Gwynedds, Tegeingl in Nordostwales. Dazu widersetzte sich Owain Gwynedd dem Erzbischof von Canterbury und setzte einen eigenen Kandidaten als neuen Bischof von Bangor durch. 
Nach dem Angriff auf Tegeingl reiste der König im Mai 1165 von der Normandie nach Flintshire und sammelte eine Armee in Shropshire, um durch einen erneuten Feldzug die Oberherrschaft über Gwynedd durchzusetzen. Owain Gwynedd berief daraufhin die walisischen Fürsten zu einem Treffen nach Edeyrnion, wo sie ein Bündnis gegen die Anglonormannen schlossen und ihre Krieger bei Corwen vereinten. Die anglonormannische Armee bestand zu großen Teilen aus Fußsoldaten, die im dicht bewaldeten Wales besser als schwer gepanzerte Reiter gegen die leicht bewaffneten walisischen Krieger eingesetzt werden konnten. Die Armee zog im August 1165 durch das Tal des Ceiriog. Dann zogen die anglonormannischen Truppen über die Berwyn Mountains, um das Tal von Edeyrnion zu erreichen. Die bis zu 600 m hohe Hochebene war für die Anglonormannen sicherer zu überqueren als die dicht bewaldeten Täler, wo sie von den Walisern aus dem Hinterhalt angegriffen werden konnten. In diesem Sommer mussten die englischen Truppen jedoch durch einen kalten Dauerregen ziehen. Durch die aufgeweichten Wege kam der Nachschub ins Stocken, so dass der König den Feldzug abbrechen musste. Seine Armee erlitt schwere Verluste durch Krankheiten, Hunger und Kälte. Der erzürnte König ließ seine männlichen Geiseln blenden, den weiblichen Geiseln wurden Nasen und Ohren abgeschnitten. Unter den geblendeten Walisern waren auch die zwei Söhne von Owain Gwynedd sowie die zwei Söhne von Rhys ap Gruffydd, die er dann zu ihren Vätern zurückschickte. Danach zog sich der König im September von der walisischen Grenze zurück. Im Frühjahr 1166 war er in Angers in Frankreich und kehrte erst vier Jahre später nach England zurück. Der Feldzug des mächtigen angevinischen Königs wurde bereits von seinen Zeitgenossen genau beobachtet. Dass er trotz sorgfältiger Vorbereitung und hohem Aufwand scheiterte, schwächte nicht nur die Position der Normannen in Wales, sondern auch das Ansehen des Königs.

## Feldzug von 1171
Der gescheiterte Feldzug 1165 führte zu einer grundlegenden Änderung der Politik des Königs gegenüber den walisischen Fürsten und den anglonormannischen Marcher Lords. Rhys ap Gruffydd konnte nach dem gescheiterten Feldzug des englischen Königs Ceredigion von Roger de Clare zurückerobern. Nach der Niederlage des Königs und den Eroberungen von Rhys ap Gruffydd verließen eine Reihe von anglo- und cambronormannischen Adligen Wales und begannen unter Führung von Robert FitzStephen und Richard Strongbow mit der Eroberung von Irland. Heinrich II. befürchtete jedoch, dass seine Vasallen in Irland von ihm unabhängige Territorien aufbauen würden, und beschloss, seine Herrschaft mit einem Feldzug nach Irland zu behaupten. Dazu führte er sein Heer durch Südwales, um sich von Pembroke aus nach Irland einzuschiffen. Dabei traf er sich unterwegs mit Rhys ap Gruffydd im Forest of Dean, wo ihm Rhys die Stellung von Geiseln und einen Tribut aus Rindern versprach. Owain Gwynedd war 1170 gestorben, nach seinem Tod zerfiel sein Reich durch die Erbfolgekriege zwischen seinen Söhnen. Rhys ap Gruffydd war somit zum mächtigsten der walisischen Fürsten geworden. Er traf den König erneut in Pembroke, wo die beiden eine Übereinkunft schlossen, in der der englische König die Herrschaft von Rhys über Ceredigion, Cantref Bychan, Emlyn und Teile von Carmarthen anerkannte. Im Gegenzug versprach Rhys ap Gruffydd, die Südwaliser von Angriffen auf anglonormannische Territorien abzuhalten. Das Übereinkommen gipfelte in der Ernennung von Rhys zum königlichen Justiciar für Südwales. Rhys erhielt so die Oberherrschaft über die anglonormannischen Territorien Gwynllŵg, Usk, Caerleon, Glamorgan, Elfael und Maelienydd. Auf dem Rückweg von Irland traf sich Heinrich II. in Laugharne Castle erneut mit Rhys. Bis zum Tod des Königs 1189 konnte Rhys den Frieden zwischen Anglonormannen und Walisern in Südwales bewahren, doch mit der Thronfolge von Heinrichs II. Sohn Richard flammte der Krieg wieder auf.  
Die aufwändigen und verlustreichen Feldzüge des Königs hatten die Position der Anglonormannen nicht nachhaltig verbessert. Nach dem Abkommen zwischen Heinrich I. und Lord Rhys kam es zwar weiterhin zu zahlreichen Konflikten zwischen Walisern und Anglonormannen, doch nicht mehr zu nennenswerten Gebietsverschiebungen. Erst durch die über 100 Jahre später stattfindenden Eroberungskriege von Eduard I. konnten die Anglonormannen Wales erobern.